# BMW N42
BMW N42 — бензиновый двигатель внутреннего сгорания немецкого автоконцерна BMW, производство которого началось в 2001 году и закончилось в 2004 году. Это первый двигатель, где используется система Valvetronic, обеспечивающая более низкий расход топлива, снижение выбросов CO2, а также лучшую отзывчивость и большую плавность хода. Также двигатель оснащён системой VANOS и двумя балансирными валами с зубчатым приводом. В 2001 году двигатель получил премию двигатель года. Двигатель устанавливался только на BMW E46. Также имеется блок цилиндров Bosch DME ME9.2 EK924.

## Технические характеристики
| Тип    | Объём    | Мощность                            | Крутящий момент         | Годы производства |
| ------ | -------- | ----------------------------------- | ----------------------- | ----------------- |
| N42B18 | 1796 см3 | 85 кВт (114 л. с.) при 5500 об/мин  | 175 Н*м при 3750 об/мин | 2001—2004         |
| N42B20 | 1995 см3 | 105 кВт (141 л. с.) при 6000 об/мин | 200 Н*м при 3750 об/мин | 2001—2004         |